# Hongqi EH7
Hongqi EH7 (кит. 红旗EH7) — полноразмерный электромобиль-седан, представленный в 2023 году подразделением Hongqi компании FAW Group.

## Описание
20 марта 2024 года компания Hongqi New Energy официально запустила в производство седан EH7. Ценовой диапазон варьировался от 229800 до 309800 юаней. EH7 считается первой моделью суббренда Hongqi New Energy.
14 октября 2024 года предсерийный Hongqi EH7 был представлен на Парижском автосалоне. В то же время было объявлено, что автомобили Hongqi EH7 будут продаваться на европейском рынке.
Конкурентами являются BYD Han, Rising Auto F7 и Xiaomi SU7.

## Технические характеристики
Заднеприводный Hongqi EH7 оснащён одним электродвигателем мощностью 253 кВт (339 л. с.), в то время как полноприводный Hongqi EH7 оснащён двумя электродвигателями суммарной мощностью 455 кВт (610 л. с.). Двигатели питаются от литий-железо-фосфатного аккумулятора FinDreams ёмкостью 75 кВт⋅ч, либо от аккумулятора CATL Shenxing ёмкостью 85 кВт⋅ч, либо от литий-никель-марганец-кобальт-оксидного аккумулятора CATL Qilin ёмкостью 111 кВт⋅ч. Заявленное время разгона до 100 км/ч составляет 3,5 секунды.
Автомобили выпускаются в комплектациях Pro и Pro+. Запас хода Hongqi EH7 Pro варьируется от 600 до 820 км по циклу CLTC, в то время как запас хода Hongqi EH7 Pro+ варьируется от 640 до 760 км по тому же циклу.